# رولف ویدرو
رولف ویدرو (انگلیسی: Rolf Widerøe؛ زاده ۱۱ ژوئیهٔ ۱۹۰۲ درگذشته ۱۱ اکتبر ۱۹۹۶) یک دانشمند اهل نروژ بود.